# Портрет дамы с дочерью (картина Тициана)
Портрет дамы с дочерью (итал. Ritratto di una donna e sua figlia) — картина венецианского художника Тициана, созданная около 1550 года. Экспонируется в Доме Рубенса, Антверпен, Бельгия.

## История картины
Тициан оставил полотно незаконченным. Несколько позже одним из его учеников или кем-то в начале XVII века оно было переписано и преобразовано в религиозную композицию; дама превратилась в ангела Рафаила, а её дочь — в Товию. Цель этого изменения окончательно не выяснена. Одни исследователи полагают, что картину на религиозную тему было легче продать. Другие считают, что изображены любовница и внебрачная дочь художника, что было неприемлемо для наследников.
Картина осталась в мастерской Тициана после смерти мастера и в числе нескольких других оказалась в собрании семьи Барбариго, выкупившей у наследников дом художника вместе с его содержимым.
В 1850 году картина вместе с коллекцией Барбариго была приобретена для Эрмитажа. Однако уже в 1853 году Николай I решил освободить своё собрание от произведений, которые считал малоценными, и устроил их массовую распродажу. «Товия и ангел» оказались в собрании польских графов Тышкевичей, где находились до начала XX века. В 1913 году картина участвовала в выставке в Лондоне, после чего в Россию уже не вернулась, а в 1920 году её купил французский коллекционер Рене Жимпель. В начале Второй мировой войны Жимпель спрятал свою коллекцию в Лондоне, никому не сообщив её местонахождения. Жимпель, будучи участником Сопротивления, был схвачен нацистами и погиб в концлагере Нойенгамме. Судьба коллекции оставалась неизвестной, пока в 1946 году она не была обнаружена в гараже в лондонском районе Бейсуотер.

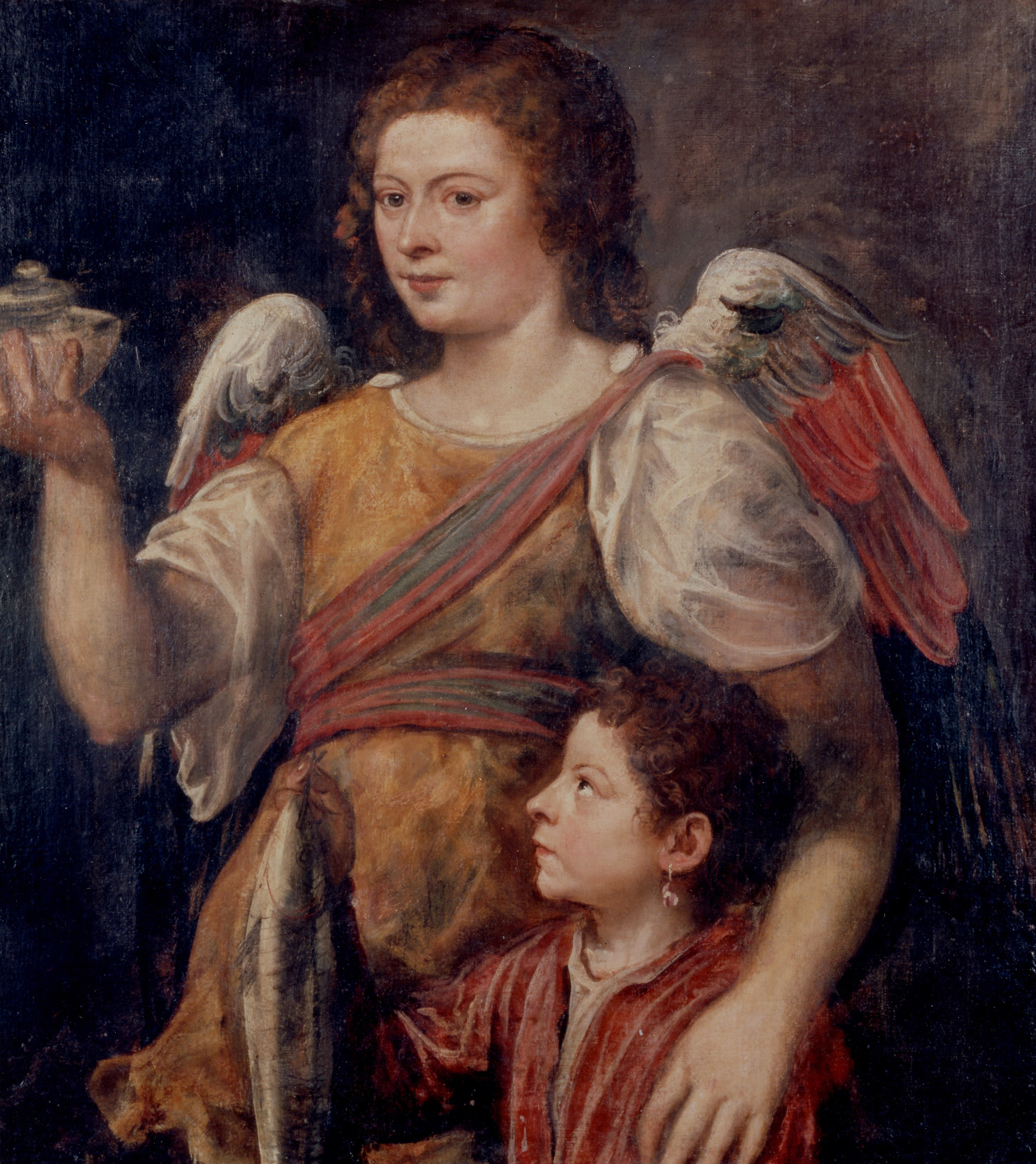
«Товия и ангел»: картина до реставрации

Наследники Жимпеля в 1948 году подвергли полотно рентгеновскому исследованию и обнаружили под слоем записи исходное изображение. В начале 1980-х картину приобрёл новый владелец — Алек Кобб, который приступил к её реставрации. Реставрация началась в 1983 году, длилась два десятилетия, и в 2003 году картина была представлена на выставке в Мадриде в оригинальном виде. В 2017 году бельгийский коллекционер (Marnix Neerman) приобрёл портрет и передал его для экспозиции в Дом Рубенса (Антверпен) на правах аренды.

## Художественные особенности
Хотя картина не была закончена, Тициан выполнил подробную проработку голов и довел черты матери и ребёнка до высокой степени завершённости, предположительно изображая их с натуры. Правая рука женщины намечена лишь несколькими мазками. Изучение работы имеет важное значение для понимания творческого процесса Тициана.
Двойной портрет матери и ребёнка не имеет аналогов в творчестве Тициана и других венецианских художников. Личность изображённых женщин до сих пор неизвестна, предполагают, что они могли быть близкими Тициана (по одной из версий — любовница художника Милия и их общая дочь Эмилия).